# 325 av. J.-C.
Cette page concerne l'année 325 av. J.-C. du calendrier julien proleptique.

## Événements

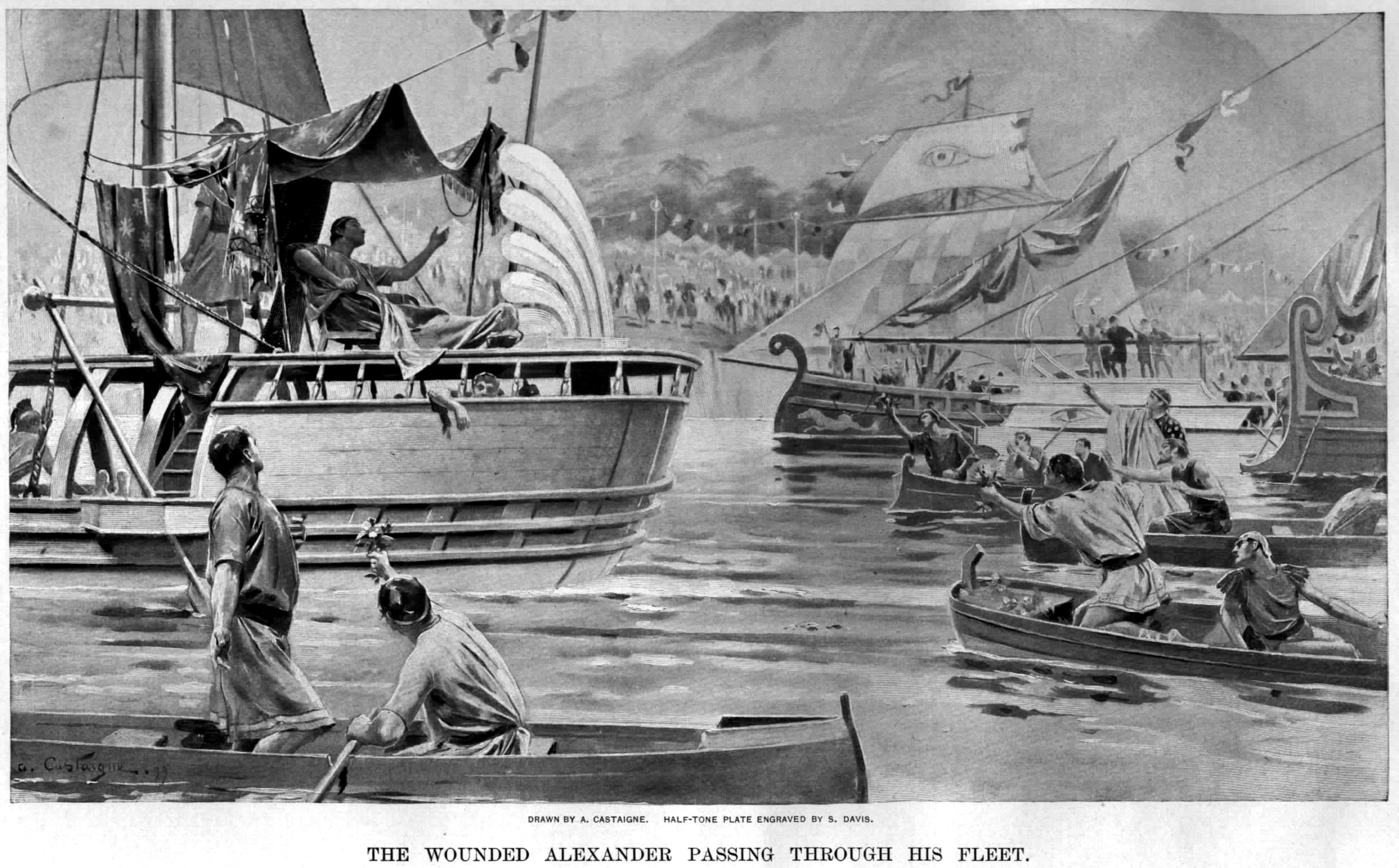
Alexandre blessé, visite la flotte en Inde. Gravure d'André Castaigne (1898-1899).

- Janvier : Alexandre le Grand est blessé lors d’une campagne contre les Mallis[1].
- Janvier-juin : campagne d’Alexandre dans la basse vallée de l’Indus[2]. Construction d’un port et d’un chantier naval à Pattala dans le delta du fleuve[3].
- Juin : Cratère prend la route traditionnelle par la passe de Bolan et Alexandrie d’Arachosie (Kandahar)[1].
- Juillet : Alexandre descend l’Indus jusqu’à Pattala[2].
- Fin août : départ d'Alexandre vers la Gédrosie (Baloutchistan actuel). La traversée du désert de Makran cause de lourdes pertes à son armée[1]. 
  - Alexandre laisse en Inde Peithon, satrape du Sind, Oxyartès à Alexandrie du Caucase et Philippe à Gandhara (assassiné en 325), avec des garnisons[4].

- 6 septembre (11 septembre du calendrier romain) : début à Rome du consulat de Lucius Furius Camillus II et Decimus Iunius Brutus Scaeva[5]. Brutus est envoyé punir les Vestins, qui se sont alliés aux Samnites. Furius, malade, ne peut attaquer les Samnites et nomme Lucius Papirius Cursor dictateur. Victoire du maître de cavalerie Quintus Fabius Maximus Rullianus sur les Samnites, qui engendre de graves mésententes avec le dictateur qui lui avait interdit de partir en campagne.
- 15 septembre : départ de la flotte d’Alexandre le Grand, dirigée par l’amiral crétois Néarque, de la vallée de l’Indus[1]. Son expédition sur la mer Érythrée et le golfe Persique dure 154 jours[6].

- Décembre : jonction de Cratère et d’Alexandre en Carmanie[1].
  - Début des condamnations de satrapes. Deux des chefs macédoniens de l’armée de Médie, Cléandre et Sitalcès, accusés d’exactions, sont mis à mort[7]. Durant l’hiver, pour éviter une révolte des satrapes, Alexandre donne l’ordre de dissoudre les troupes satrapiques. De nombreux mercenaires grecs, démobilisés, rentrent en Grèce (en partie grâce à l’aide de l’Athénien Léosthène) et s’installent au cap Ténare, sur le territoire de Sparte[8].
  - Fuite du trésorier Harpale, de Babylone à Tarse, en Cilicie avec 5 000 talents quand il apprend le retour d’Alexandre[8]. Alexandre menace Athènes de destruction si elle accueille Harpale.

- Les Athéniens décident de fonder une colonie dans l’Adriatique, dans le but de lutter contre la piraterie étrusque et d’assurer la sécurité des convois de blé venant d’Occident[9].

## Naissances
- Euclide, mathématicien de la Grèce antique (° -265)
- Gongsun Long, logicien chinois.

## Décès
- Ménechme, mathématicien.